# Haskell megye (Texas)
Haskell megye az Amerikai Egyesült Államokban, azon belül Texas államban található. Megyeszékhelye és legnagyobb városa Haskell. Lakosainak száma 5416 fő (2020. április 1.). Haskell megye Throckmorton, Knox, Stonewall, King, Baylor, Jones és Shackelford megyékkel határos.

## Népesség
A megye népességének változása:
| Lakosok száma | 5873 | 5944 | 5871 | 5875 | 5737 | 5416 |
|               | 2010 | 2011 | 2012 | 2013 | 2015 | 2020 |